# George Percy Ihrie
George Percy Ihrie est un général de brigade américain. Il est né le 6 octobre 1827 à Easton, en Pennsylvanie, et est décédé le 26 février 1903 à Asbury Park, dans le New Jersey. Il est le fils de Charles Joseph et de Catharine Bidleman. Il est l'époux de Laura Barret Ckaef. Il est inhumé au Riverview Cemetery (en) de Trenton, dans le New Jersey.

## Carrière
Il intègre le 3e régiment d'infanterie de Califormie, avec le grade de lieutenant-colonel, avant de servir principalement comme aide-de-camp à l'État-Major du général Grant. Avec ce dernier, il participe aux différentes campagnes le long du Mississippi, avec, comme point d'orgue, la prise de Vicksburg en juillet 1863. il est alors promu colonel et reste dans l'Ouest avec la charge de commissaire aux Rassemblements pour le département du Tennessee.
Le 13 mars 1865, il décline la proposition de nomination au grade de général de brigade dans l'armée des volontaires américains.
Le 2 mars 1867, il est nommé général de brigade dans l'armée régulière américaine pour services rendus.
Après la guerre, il reste dans l'armée régulière et se retire en 1873.

## Sources
- Merrow Egerton Sorley, Lewis of Warner Hall : The History of a Family (p. 783)